# Альварес Гарсия, Гонсало
Гонсало Ромеро Альварес Гарсия (исп. Gonzalo Romero Álvarez García; 20 июля 1916, Ла-Пас — 29 января 1989, там же) — боливийский юрист и государственный деятель, министр иностранных дел (1981—1982).

## Биография
Окончил юридический факультет Университета Сан-Андрес.
- 1939—1941 гг. — редактор,
- 1941—1945 г. — главный редактор газеты El Mundo,
- 1942 г. — директор еженедельника Ahora, в 1944—1945 гг . — заместитель директора издания La Noche.
- 1943 г. — помощник посла в Чили,
- 1944 г. — главный юрисконсульт министерства иностранных дел,
- 1945—1946 гг. — заместитель директора Корпорации развития боливийской внешней политики,
- 1948—1949 гг. — директор газеты El Diario,
- 1950—1952 гг. — преподает политологию и право в Университете Сан-Андрес.

В 1950 г. начинает политическую деятельность, став заместителем председателя Боливийской социалистической фаланги, несколько лет вынужден провести в эмиграции в Аргентине и Чили, где пишет «Историю Боливии» — работу, которую вызвавшую полемику в политических кругах.
- 1958—1964 гг. — депутат Конгресса,
- 1965 г. — преподает в качестве приглашенного лектора в Университете Аризоны (Финикс, США),
- 1966 г. — выдвигался кандидатом на пост вице-президента,
- 1966—1969 гг. — депутат Конгресса,
- 1969—1971 гг. — посол в Бразилии,
- 1971—1978 гг. — на преподавательской работе в Университете Сан-Андрес и Католическом университете Ла-Паса,
- 1978—1980 гг. — постоянный представитель Боливии в ОАГ, в 1979 г. председательствовал на IX ассамблее ОАГ, проходившей в Ла-Пасе,
- 1981—1982 гг. — министр иностранных дел Боливии. Председательствовал на конференции министров иностранных дел стран ОАГ, состоявшейся в Сент-Люсии (1981), был председателем на двух заседаниях Рабочего комитета по реализации Договора Рио-де-Жанейро в Вашингтоне (1982).

Автор нескольких научных трудов по истории Боливии.
Его дочь Ана Мария Ромеро де Камперо была первым Уполномоченным по правам человека Боливии (1998—2003), а затем председателем Сената.